# Jucătorii de cricket
Jucătorii de cricket este o pictură în ulei pe pânză realizată de pictorul australian Russell Drysdale în 1948. Tabloul înfățișează trei băieți așezați printre clădirile dintr-un oraș gol; doi jucând cricket iar celălalt privindu-i. Galeria Națională a Australiei descrie pictura ca fiind „una dintre cele mai originale și mai bântuitoare imagini din toată arta australiană.” Sydney Morning Herald a spus că lucrarea este „posibil cea mai faimoasă pictură australiană a secolului al XX-lea.”

## Istorie
Pictura a fost comandată de Walter Hutchinson, un editor englez, pentru propria sa colecție, cunoscută sub numele de „Colecția Națională a Sporturilor și Distracțiilor Britanice”. Căutând o imagine a unui meci de cricket australian, Hutchinson a cerut biroului său din Melbourne să comande realizarea unui astfel de tablou unui artist australian bine cunoscut. Leonard Voss Smith, un negustor de artă care a lucrat adesea pentru Hutchinson, a vorbit cu Drysdale, care picta atunci în orașul Hill End din regiunea Central West din New South Wales. Drysdale a acceptat comanda, în valoare de 150 de lire sterline.
Când a fost terminată, Voss Smith i-a trimis pictura lui Drysdale lui Hutchinson în Anglia. Hutchinson a fost șocat, pictura nu semăna deloc cu ceea ce se așteptase. Imediat, Hutchinson a trimis o telegramă înapoi la Melbourne, concediindu-l pe Smith. A doua zi, Hutchinson s-a răzgândit și l-a reangajat pe Voss Smith, după ce s-a convins că Drysdale este un artist respectat în Australia.
Pictura, evaluată în 2004 la 6.000.000 dolari, este acum deținută de JGL Investments, o companie de investiții cu sediul în Melbourne. Ultima dată a fost expusă public în 1998.

## Compoziție și moștenire
Pictura a fost o abatere de la viziunile artistice anterioare ale Australiei, o recenzie din Sydney Morning Herald remarcând „compoziția mare a „jucătorilor de cricket” a lui Drysdale sub cerul de plumb, în spațiile largi deschise ale nisipurilor arzătoare, dramatizează „regiunile nelocuite”, așa cum nu au mai fost dramatizate până acum”. Galeria Națională a Australiei susține că „lucrarea reușește ca artă renunțând la orice pretenție la realism ilustrativ.”
Modelul pentru cel care lovește cu bâta a fost Teddy Woolard, iar Roy Holloway a fost modelul pentru cel care aruncă mingea. În 1996, după ce modelele au fost identificate, lui Woolard i s-a cerut părerea despre portretizarea lui Drysdale: „Pur și simplu nu pot evalua... Ne face pe toți să arătăm disproporționat.”
Orașul Hill End nu este la fel de pustiu precum se arată în pictură, un vizitator ulterior al Hill End remarcând „chiar și clădirile împrăștiate – atât de goale și amenințătoare în Jucătorii de cricket — par ca smulse de pe capacul unei cutii de ciocolată.”